# Ibrahima Camara
Ibrahima Camara (Conacri, 1 de janeiro de 1985) é um futebolista profissional guineano

## Carreira
Ibrahima Camara representou o elenco da Seleção Guineense de Futebol no Campeonato Africano das Nações de 2008.